# Бучатинский сельсовет
Бучатинский сельсовет — административная единица на территории Копыльского района Минской области Республики Беларусь. Административный центр — деревня Бучатино.

## История
Образован в 1924 г.

## Состав
Бучатинский сельсовет включает 18 населённых пунктов:
1. Бучатино — деревня.
2. Выгода — деревня.
3. Гулевичи — деревня.
4. Гулевичский — посёлок.
5. Домениково — деревня.
6. Жабчево — деревня.
7. Жилихово — деревня.
8. Журавка — посёлок.
9. Интернационал — посёлок.
10. Лютовичи — деревня.
11. Малиново — деревня.
12. Новосёлки — посёлок.
13. Ракини — деревня.
14. Садовичи — деревня.
15. Смоличи — деревня.
16. Старина — деревня.
17. Страхини — деревня.
18. Толмачево — деревня.